# Le Trésor d'Arne
Pour plus de détails, voir Fiche technique et Distribution.
Le Trésor d'Arne (Herr Arnes pengar) est un film muet suédois réalisé par Mauritz Stiller, sorti en 1919.

## Synopsis
La Suède en 1574. Le Roi Jean III décide d'expulser du pays une troupe de mercenaires écossais dont les chefs qui sont en prison, s'évadent. La troupe massacre un village et vole le trésor d'un paysan, Maître Arne. La nièce de celui-ci, Elsalill, rescapée du massacre, retrouve les meurtriers dont la fuite est retardée par l'hiver et les identifie, mais tombe amoureuse de l'un d'eux...

## Fiche technique
- Titre : Le Trésor d'Arne
- Titre original : Herr Arnes pengar
- Réalisateur : Mauritz Stiller
- Scénario : Mauritz Stiller et Gustaf Molander, d'après le roman Herr Arnes penningar de Selma Lagerlöf
- Images : Julius Jaenzon et Gustav Boge
- Décors et costumes supervisés par Axel Esbensen
- Chef machiniste : Mats Lindberg
- Production : Svensk Filmindustri
- Pays de production :  Suède
- Ballade nordique (Ballade d'hiver en cinq actes, dixit le générique du film)
- Format : Noir et blanc
- Durée : 107 minutes
- Date de sortie : Suède : 22 septembre 1919

## Distribution
- Richard Lund : Sir Archie
- Mary Johnson : Elsalill
- Hjalmar Selander : Maître Arne, le pasteur
- Concordia Selander : sa femme
- Bror Berger : Sir Donald
- Erick Stocklassa : Sir Philip
- Axel Nilsson : Torarin, le poissonnier
- Wanda Rothgardt : Berghild, une fille d'Arne
- Stina Berg

## Critiques
À l'occasion d'une diffusion télévisée, Aurélien Ferenczi écrivait dans Télérama :
"Au lendemain de la Première Guerre mondiale, Mauritz Stiller et son compatriote Victor Sjöström firent avancer l'écriture du cinéma muet et adaptant plusieurs sagas de la littérature scandinave. L'épopée de Selma Lagerlöf, fascinante par son souci d'inscrire les personnages au sein de la Nature, métaphore du cycle vital, fournit au cinéaste la matière d'un magnifique poème tragique. Le soin apporté à l'image, une interprétation inhabituellement sobre pour le muet, ont fait dire du film qu'il s'agissait d'une suite de tableaux vivants. L'influence picturale est évidente, notamment celle du peintre finlandais Albert Edelfelt, illustrateur des livres de Lagerlöf. Marqué par les innovations techniques de Griffith, « Le Trésor d'Arne » ne se limite pas à ces recherches plastiques. Du dilemme cornélien d'Elsalill naît une véritable émotion. La scène de son enterrement est restée justement célèbre : symphonie de noirs et blancs, elle influença Eisenstein. Un chef-d'œuvre."
- (fr) Une autre critique